# مادام باترفلای (فیلم ۱۹۱۵)
مادام باترفلای (انگلیسی: Madame Butterfly) فیلمی به کارگردانی سیدنی الکات است که در سال ۱۹۱۵ منتشر شد. از بازیگران آن می‌توان به مری پیکفورد اشاره کرد.